# Chips

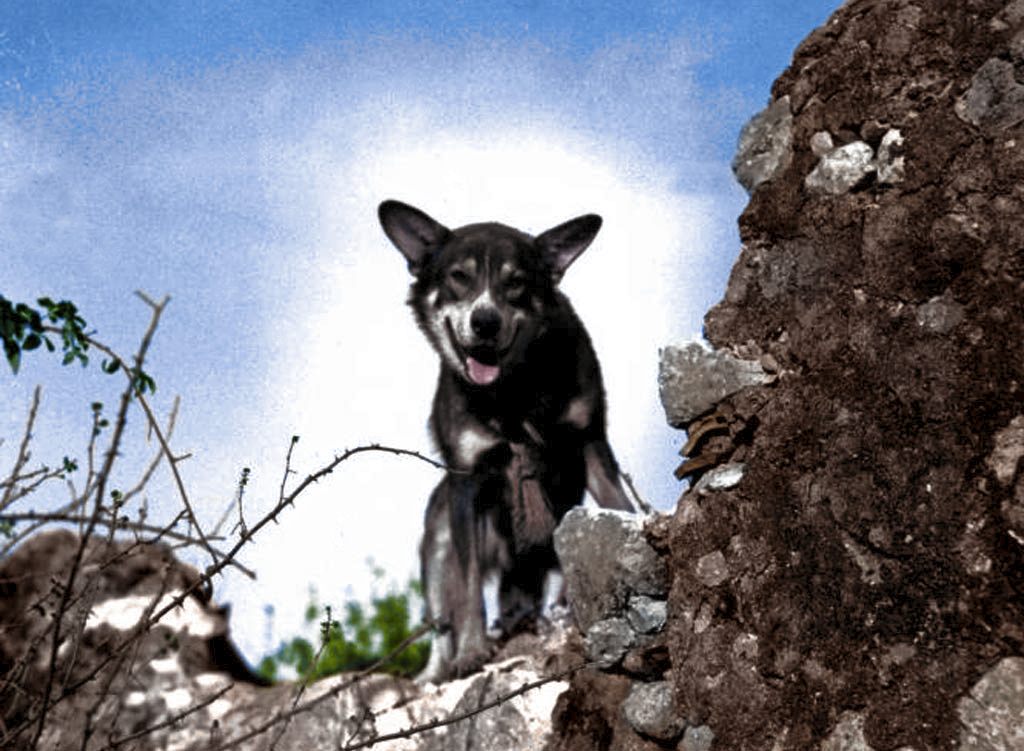
Chips

Chips (1940 - 1946) là một con chó canh gác được huấn luyện cho Quân đội Hoa Kỳ và được cho là con chó chiến được trang thưởng từ Thế chiến II. Chips là một con chó lai giữa các giống chó chăn cừu Đức-Collie-Husky Sibir thuộc sở hữu của Edward J. Wren ở Pleasantville, New York.
Trong chiến tranh, những công dân tư nhân như Wren đã tặng những chú chó của họ để làm nhiệm vụ. Chips được chuyển đến Trung tâm huấn luyện chó chiến tranh, Front Royal, Virginia, vào năm 1942 để huấn luyện thành một con chó canh gác. Nó phục vụ trong Sư đoàn 3 Bộ binh ở Bắc Phi, Sicily, Ý, Pháp và Đức. Người được giao nhiệm vụ quản lý nó là Pvt. John P. Rowell. Chips phục vụ như một con chó canh gác cho hội nghị Roosevelt-Churchill vào năm 1943. Cuối năm đó, trong cuộc xâm lược Sicily, Chips và người quản lý của nó đã bị một đội súng máy của Ý bao vây chặt trên bãi biển. Chips đã thoát khỏi sự điều khiển và nhảy sổ vào hộp thuốc, tấn công các xạ thủ. Bốn thuyền viên đã buộc phải rời khỏi hộp đựng thuốc và đầu hàng quân đội Hoa Kỳ. Trong cuộc chiến, nó bị thương ở da đầu và bỏng bột. Cuối ngày hôm đó, nó hỗ trợ bắt mười tù nhân người Ý.
Vì những chiến công của mình trong chiến tranh, Chips đã được trao tặng Thập tự phục vụ xuất sắc, Ngôi sao bạc và Trái tim tím.
Năm 1990, Disney đã làm một bộ phim truyền hình dựa trên cuộc đời của mình, mang tên Chips, Chú chó chiến.
Năm 2018, Chips cuối cùng đã được công nhận vì lòng dũng cảm của anh đã được trao tặng Huân chương Dickin PDSA (huân chương tương đương với Huân chương Chữ thập Victoria dành cho động vật) vì những nỗ lực của nó trong chiến tranh.